# Айдос (мифология)
Айдос — греческая богиня стыда, скромности, уважения и смирения. Также это название качества, которое посредством стыда должно было уберечь людей от неправильного поведения, а равно чувство, которое богатый человек мог испытывать в присутствии нищего, имея в виду, что, независимо от источника их имущественного неравенства, богатство одного и бедность другого могут быть незаслуженными. У айдоса есть общие места со смирением в его античном и христианском понимании. Аристотель помещает смирение посередине между тщеславием и трусостью.

## В мифологии
Айдос была одной из последних богинь, покинувших Землю после окончания Золотого века. Являлась близким компаньоном богини мести Немезиды. Один из источников называет Айдос дочерью Прометея. Матерью её называют Эусебию. При этом в мифологии она воспринимается больше как персонификация, чем в качестве конкретного божества.
В древнегреческих театральных постановках раннего периода встречаются отсылки к Айдос. Она упоминается в пьесах Эсхила, Еврипида, Софокла.
Алтари богини находились в Афинах и Спарте.
Некоторые источники называют персонификацией стыда и почтительности Aeschyne (Αἰσχύνη). Данная фигура представляется эквивалентом Айдос.